# Hagedorn (Adelsgeschlecht)
Hagedorn ist der Name eines rheinländischen Adelsgeschlechts aus dem Raum Kleve, das sich später auch nach Niedersachsen und Dänemark ausbreitete.

## Geschichte
Im Heberegister kommt das „Geschlecht der Hagedorn (Hagedaerne, Hach, Hagedorn)“ mit der Benennung „die Hagedornlinge“ unter den Dienstmannen des Grafen von Cleve in der Vogtei Weeze am Anfang des 14. Jahrhunderts vor. Bekanntes Familienmitglied der damaligen Zeit war Ritter Roland Hagedorn, ab 1322 durch Kauf Besitzer der Burg Moyland. Lehnsherr war Graf Dietrich VII. von Kleve, welcher das Lehen 1339 erneuerte. Johann Hagedorn trug 1350 dem Grafen Johann von Kleve zu 5 Mark Rente sein Gut in ghen Ruits zum Mannlehen auf. Margarete von Hagedorn zu Moyland; Tochter des Ritters Roland Hagedorn, war verheiratet mit dem Ritter Willem von Amstel zu Moyland. Die Eheleute wurden 1369 mit Burg Moyland belehnt.
Laut Ernst Heinrich Kneschke waren die Hagedorn ein altes, niedersächsisches Adelsgeschlecht, aus welchem Franz Hagedorn, Ritter, mit anderen Rittern 1396 in Ungarn gegen die Türken blieb und Theodor von Hagedorn 1475 Abt des Klosters Werden in der Grafschaft Mark war. Später breitete sich der Stamm in Dänemark aus. Johann Ernst von Hagedorn, königlich-dänischer Major, wurde 1676 bei Lunden in Schonen von den Schweden gefangen und dasselbe Schicksal traf in der Schlacht bei Seneff einen Sprossen des Stammes, welcher Oberst in der königlich-dänischen Armee war. Hans Statius von Hagedorn († 1722) war königlich-dänischer Konferenzrat und bevollmächtigter Minister im Niedersächsischen Kreise. Seneca Christophersen von Hagedorn (1681–1750) war königlich-dänischer Admiral.
In Deutschland ist die Familie durch die zwei 1708 und 1712 in Hamburg geborenen Söhne des Hans Statius von Hagedorn bekannt geworden. Der Ältere, Friedrich von Hagedorn († 1754), Sekretär bei dem englischen Court, einer im 13. Jahrhundert gestifteten Handelsgesellschaft in Hamburg, war einer der ersten deutschen Dichter zu Beginn des 18. Jahrhunderts, der sich über die Geschmacklosigkeit ihrer Zeit erhoben und dessen Dichtungen sich durch gesunden Verstand, Gefühl, Geschmack und Sprachkorrektheit vorteilhaft auszeichneten. Der jüngere Bruder, Christian Ludwig von Hagedorn († 1780), kam als Kunstkenner und Kunstkritiker zu Ansehen. Derselbe trat in kursächsische Dienste, wurde 1764 Legationssekretär und später Legationsrat und Generaldirektor der Kunstakademien zu Dresden und Leipzig. 1762 gab er in Leipzig das Werk „Betrachtungen über die Malerei“ heraus.

## Bekannte Familienmitglieder
- Roland Hagedorn (?–1364), Ritter und Besitzer Burg Moyland
- Theodor von Hagedorn († 1484), 1475–1484 Abt des Klosters Werden
- Seneca Christophersen von Hagedorn (1681–1750), königlich-dänischer Admiral
- Friedrich von Hagedorn (1708–1754), deutscher Dichter des Rokoko
- Christian Ludwig von Hagedorn (1712–1780), deutscher Kunsttheoretiker und Kunstsammler

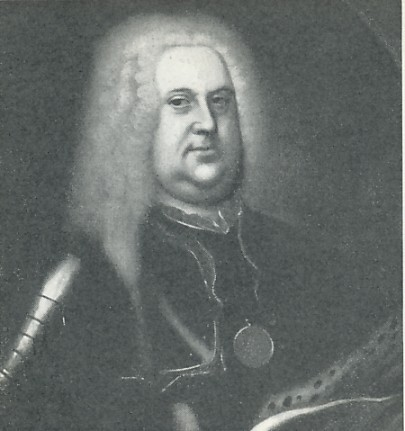
Seneca Christophersen von Hagedorn (1681–1750)
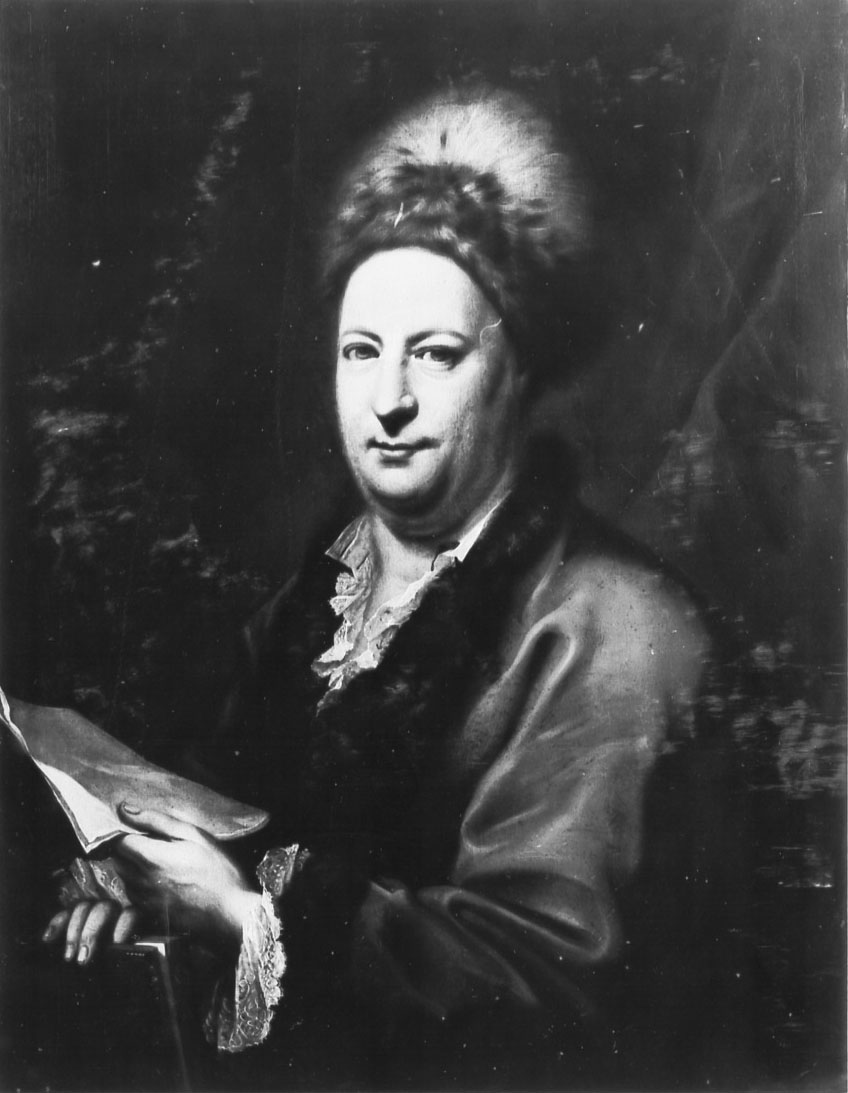
Friedrich von Hagedorn (1708–1754)
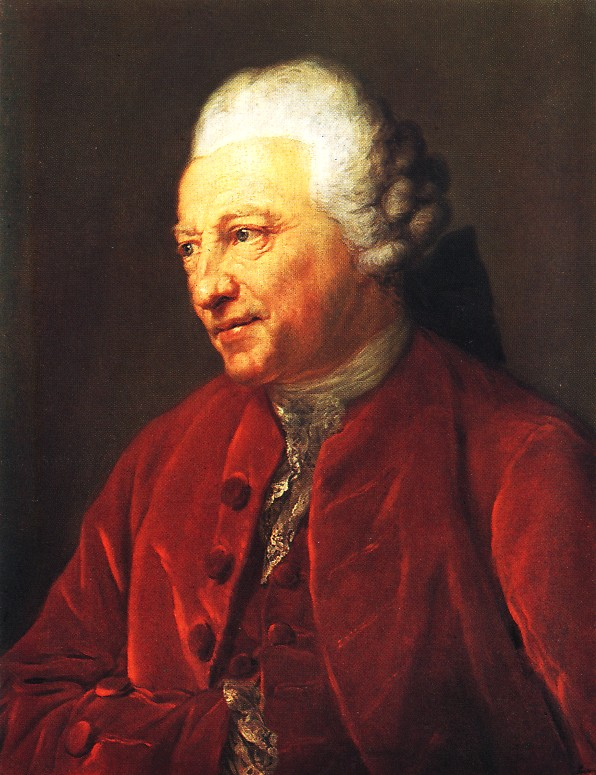
Christian Ludwig Hagedorn (1712–1780)

## Wappen
Blasonierung: Gespalten. Rechts von Rot und Silber fünfmal der Länge nach gestreift und links auf erdigem Boden ein Dornenstrauch.
Die Siegel der frühen rheinländischen Hagedorn zeigen dagegen einen schrägrechts gestellten Pfeil.